# Кочо Самарджиев
Вижте пояснителната страница за други личности с името Константин Самарджиев.
Кочо Самарджиев е български революционер, стружки деец на Вътрешната македоно-одринска революционна организация.

## Биография
Кочо Самарджиев е роден в град Струга. Става ятак и куриер на стария местен хайдутин дядо Мишо Георгиев от село Вишни. Занимава се със самарджийство. Влиза във ВМОРО и изпълнява куриерски задачи и при османската и при последвалата сръбска власт. Милан Матов пише за Самарджиев:
| „ | Твърде интересен и много ценен човек, на кого всички дължим много като незаменим другар и особено ценен куриер... С него съм кръстосвал многократно във всички възможни посоки Стружка околия и никога не съм се колебал в доверието си към него. Той не само умееше да се справи със задачата си като куриер, но и беше неимоверно безстрашен. Той предаваше своето спокойствие и на останалите... Замен този човек бе дарен с някаква особена дарба от Бога да не привлича вниманието на другите, към което добавено неговото безстрашие и спокойствие направо го правеха неуловим фантом с груби селски навуща... И когато почина през 1920 година - всички се чувствахме осиротели. | “ |

Като деец на Организацията го отличава и членът на Стружкия революционен комитет Станислав Чакъров.